# Calahorra (cráter)
Calahorra es el nombre de un cráter de impacto en el planeta Marte situado a 26.7° Norte y -38.7° Oeste. El impacto por un asteroide causó un abertura de 35.2 kilómetros de diámetro en la superficie del planeta, uno de los cráteres de Marte más notorios y mejor conservados, ubicado en la región Chryse Planitia. El nombre fue aprobado en 1997 por la Unión Astronómica Internacional en honor a la ciudad española de Calahorra.